# Huetos
Huetos es una localidad española, pedanía del municipio de Cifuentes, perteneciente a la provincia de Guadalajara, en la comunidad autónoma de Castilla-La Mancha. Está situada en el este del término municipal, en la comarca de La Alcarria.

## Geografía

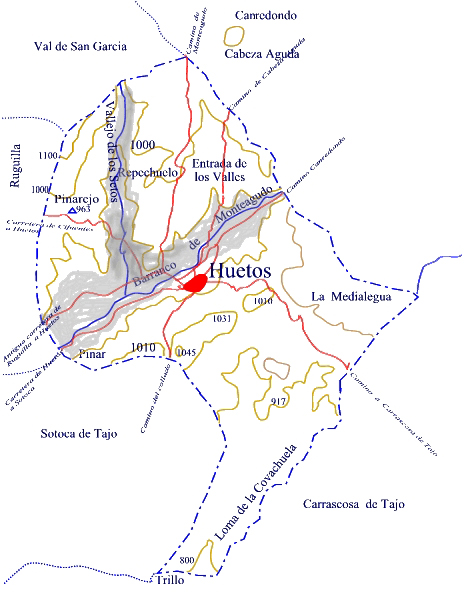
Accidentes geográficos del entorno de Huetos.

Mapa de las pedanías de Cifuentes

Este pequeño núcleo de población se encuentra ubicada entre cerros, junto al arroyo Estrecho de Angosto, uno de los numerosos arroyos que aportan caudal al Tajo. Se asienta en lo alto de un cerro que domina todo un valle amplio y limpio (conocido como Vallejo del Angosto) en la confluencia del arroyo del Vallejo de los Setos y el barranco de Monteagudo (en las estribaciones de la sierra del Megorrón y sierra Rocavanas, una de las zonas más inaccesibles de la comarca) colindando con el parque natural del Alto Tajo.
Huetos se encuentra situado al este del término municipal de Cifuentes y se accede únicamente al municipio a través de la carretera provincial GU-9057, cuya vía de origen es la carretera autonómica CM-2021, que une Cifuentes con Saelices de la Sal.
La localidad limita al norte con Val de San García y Canredondo, al este con Canredondo y Carrascosa de Tajo, al sur con Carrascosa de Tajo y Trillo y al oeste con Ruguilla y Sotoca de Tajo. Huetos es atravesado de este a oeste por el Gran Recorrido GR-10.

## Historia
Unas teorías afirman que la aldea de Huetos fue repoblada por pastores vascos tras la Reconquista, que bautizaron la aldea como "cuetos" (lugar alto y defendido), y que evolucionó con el paso del tiempo hasta la denominación actual. Otras teorías afirman que su nombre viene de "huertos", "huétor" o "huecos" (término este último descriptivo de la zona, pues Huetos se asienta sobre un terreno calcáreo o yesífero). Una tercera línea afirma que Huetos procede del latín “fotus”, cuyo significado es escondido o abrigado, describiendo perfectamente el lugar en el que está enclavada la población.
Después de la Reconquista, Huetos quedó incluido en la Comunidad de Villa y Tierra de Atienza, rigiéndose por su Fuero.
Al fundar el monasterio cisterciense de Santa María de Óvila, el rey Alfonso VIII de Castilla, en el último cuarto del siglo XII, donó al abad y al monasterio referido la aldea de Huetos. En su poder estuvo largos años y en 1411 la abadía cedió sus propiedades a los habitantes del lugar, a cambio de un censo perpetuo colectivo por importe de 200 reales de plata al año.
A finales del siglo XV, la aldea de Huetos pasó a formar parte del señorío y jurisdicción de Cifuentes, y en poder de los condes de este título, luego Duques de Pastrana y del Infantado, estuvo hasta el siglo XIX.
A finales del siglo XVI, en concreto en 1578, el rey Felipe II ordenó a sus gobernadores y corregidores la cumplimentación de unas relaciones que recogieran datos de todas las aldeas, pueblos, villas y ciudades de la península ibérica que se hallaban en sus reinos. La que se refiere a la villa de Carrascosa de Tajo, cita a Huetos en el punto 21:

[...] en esta Villa hay una fuente de donde beben agua, y está apartada de esta Villa, y van a moler dos leguas, y una lo más cerca, que es al monasterio de Ovila, Trillo, Sotoca y Huetos.

En 1580, en la Descripción topográfica de Sotoca hecha por su Consejo respondiendo a similares preguntas de Felipe II, ya se citaba Huetos brevemente en el punto 16:

[...] a la parte donde cae el norte es un lugar que llaman Huetos, habrá media legua pequeña, y ésta es derecho al norte: este pueblo es sano, tierra áspera.

En 1768 las Relaciones Topográficas de Tomás López se describe así a la villa:

[...] se halla situada en un valle cercada de sierras del norte, salientes y mediodía y su población a la falda de la sierra del medio dia sobre un cerro pequeño. Dista de la villa de Cifuentes cinco cuartos de legua en cuya distancia no hay población alguna, solo a la derecha viniendo de Cifuentes y en su término una ermita con el nombre de Nuestra Señora de Loredo y más adelante a la misma mano la villa de Ruguilla, y en la mano izquierda el Val de San García, barrio de la villa de Cifuentes. En este término la población no es bañada por río ni laguna, sin más aguas que diferentes fuentecillas que hay en el valle que producen un arroyuelo de corta cantidad de agua, y en cuanto a montes se halla un monte tallar de encina y robles en las sierras del norte y saliente, y en la del medio día, un pinar de pinos llamados Pincarrascos y bujes y por lo que es a la situación, se halla del saliente respecto de Cifuentes. Y para que conste doy la presente yo, fray Andres López, Orden de Predicadores, teniente de cura en esta villa de Huetos, a veintidós de enero de mil setecientos sesenta y ocho.

El Censo de Floridablanca de 1787 indicaba que Huetos poseía 141 habitantes, con un sacerdote, un sacristán, un cirujano y treinta y seis labradores. Jurídicamente Huetos estuvo dependiendo del Señorío de Cifuentes hasta el año 1812, en el que la primera constitución liberal española abolió todos los señoríos existentes, haciéndose efectivo al finalizar la Guerra de la Independencia. Huetos quedó a partir de entonces como aldea perteneciente al partido judicial de Cifuentes desde el punto de vista administrativo, y dentro de la provincia de Guadalajara, según la distribución territorial del Reino de España, que fue realizada, teóricamente por José I, estructurada en 1822 y rematada y aplicada de modo formal en 1833.
Hacia mediados del siglo XIX, la villa, por entonces con ayuntamiento propio, tenía contabilizada una población de 274 habitantes. Aparece descrita en el noveno volumen del Diccionario geográfico-estadístico-histórico de España y sus posesiones de Ultramar de Pascual Madoz de la siguiente manera:

HUETOS: v. con ayunt. en la prov. de Guadalajara (10 leguas), part. jud. de Cifuentes (1), aud. terr. de Madrid (20), c. g. de Castilla la Nueva, dióc. de Sigüenza (7): sit. en una pequeña loma en la parte superior de una vega muy feraz, entre elevados cerros que le resguardan de los vientos N., E. y S., goza de clima templado, y las enfermedades mas comunes son pulmonías, accidentes epilépticos y algunas tercianas: tiene 60 casas; la consistorial que sirve de cárcel; 2 pósitos nacional y pio, con 32 fan. de trigo cada uno; igl. parr. (La Natividad de Ntra. Sra.) matriz de la de Sotoca, servida por un cura cuya plaza es de provision real y ordinaria; un cementerio situado al N. en posicion que no ofende á la salubridad pública; fuera de la v. hay una fuente de buenas aguas que aprovecha el vecindario para beber y demas necesidades domésticas. térm. confina N. Canredondo; E. Carrascosa de Tajo; S. Obila y Sotoca, y O. Ruguilla; dentro de él se encuentran varias fuentes y una ermita (San José): el terreno á escepcion de la mencionada vega y un pequeño valle, es quebrado, áspero y de inferior calidad; comprende 2 montes poblados de encina, chaparro, roble y pinos: fertilizan la vega y valle mencionados, 2 arroyuelos que brotan en el térm., se reunen dentro de él y recogen las aguas sobrantes de la fuente que surte al vecindario. caminos: los locales, todos de herradura y en mediano estado. correo: se recibe y despacha en la adm. de Cifuentes, siendo su conduccion, carga vecinal. prod.: trigo, rebada, avena, vino, alazor, patatas, judias, melones, pepinos, cáñamo, toda clase de legumbres, nueces, cerezas, miel, leñas de combustible y carboneo, y yerbas aromáticas y de pasto; se está haciendo gran plantío de olivos; se cria ganado lanar, cabrío, vacuno, mular y asnal; caza de venados, corzos, liebres, conejos y perdices. ind.: la agrícola, un molino harinero y algunos de los oficios mas indispensables. comercio: esportacion del sobrante de frutos é importación de los art. de consumo que faltan. pobl.: 68 vec., 274 alm. cap. prod.: 1.047,780 rs. imp.: 94,300. contr.: 5,157. presupuesto municipal 100 se cubre con los fondos de propios y reparto vecinal.
(Madoz, 1847, p. 357)

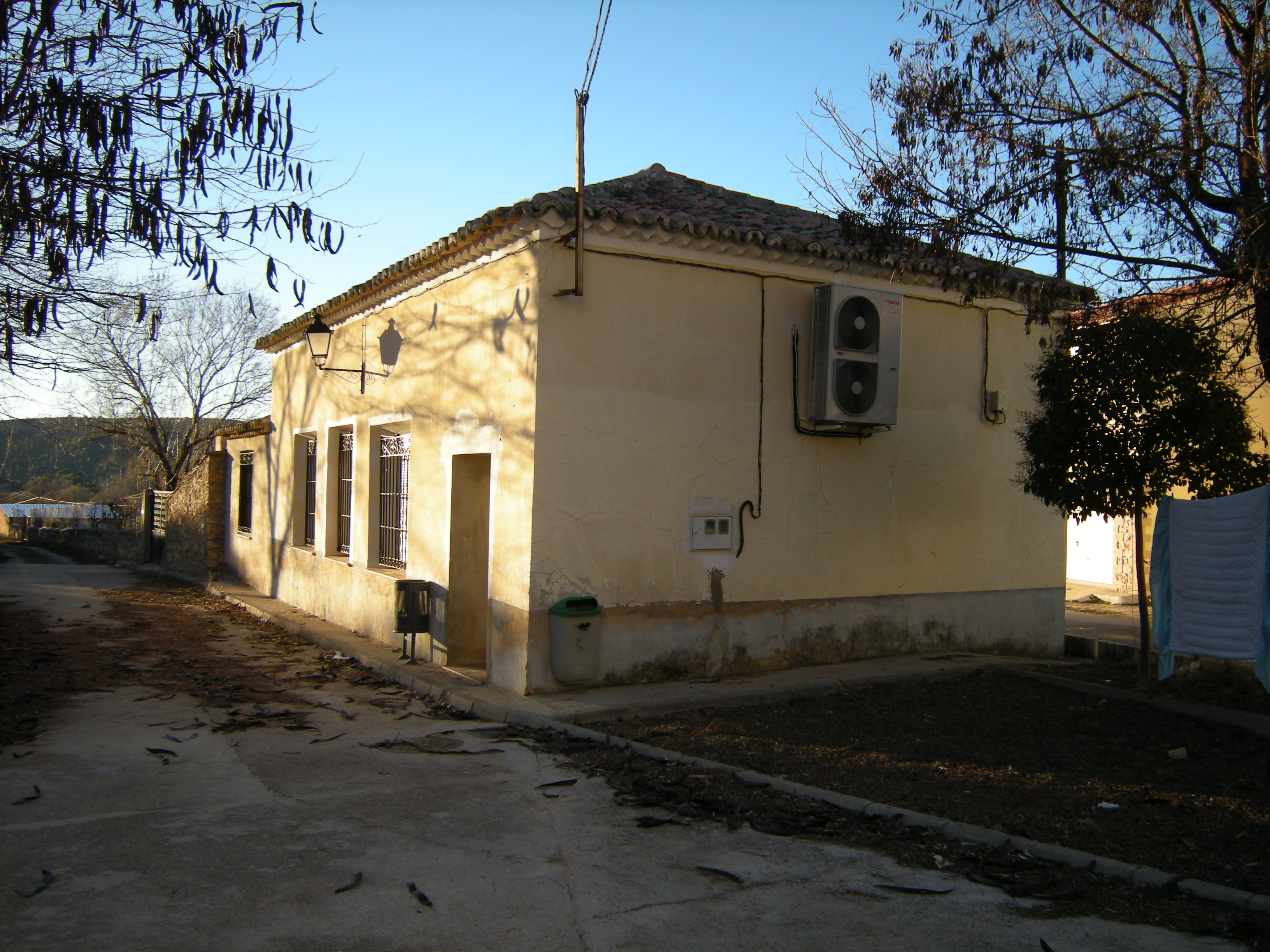
Antiguas escuelas de Huetos.

El Nomenclátor Descriptivo, Geográfico y Estadístico del Obispado de Sigüenza describía así Huetos en 1886:

Villa de unos 60 vecinos, distante doce leguas de Guadalajara su provincia; siete de Sigüenza, su audiencia; una de Cifuentes su partido judicial y arciprestazgo, y veintidós de Madrid, su Capitanía general. Se halla situada en una pequeña loma, en la parte superior de una vega muy feraz, entre elevados cerros, que la resguardan de los vientos N., S. y E., gozando clima templado. Su Iglesia parroquial de primer ascenso, matriz de la de Sotoca, está dedicada a la Natividad de Nuestra Señora. El cementerio, está al N. y fuera de la villa, la fuente pública para el uso de los vecinos. El término confina con los de su anejo, Canredondo, Carrascosa de Tajo y Oter. Dentro de él, se encuentra la ermita de San José, y varias fuentes. El terreno, a excepción de la mencionada vega, y un pequeño valle, es quebrado, áspero y no de la mejor calidad: comprende montes de roble, chaparro, encina y pino, y fertilizan la vega y valle, dos pequeños arroyos, que brotan en el término, se reúnen dentro de él y recogen las aguas sobrantes de la fuente pública. Las producciones, son granos y legumbres de todas clases, hortalizas, frutas, alazor, vino y algo de aceite, por ser todavía muy joven la plantación de olivos. Huetos posee una escuela de ambos sexos dotada con 300 pesetas al año, tiene casa rectoral, y asiste al centro de Conferencias de Oter, con Canredondo, Ocentejo y Carrascosa de Tajo.

No quedan recuerdos ni documentos de que las tropas de Napoleón durante su invasión de España pasaran por Huetos, aunque sí lo hicieron por la vecina localidad de Ruguilla, que quedó arrasada. En cambio, la paz del pueblo sí fue turbada por las guerras carlistas, y en el recuerdo quedó incrustado en el ánimo el temor al paso de las tropas del cura Merino –entre 1872 y 1876- por miedo a las requisas de viandas y a las levas –reclutamiento de hombres para las guerras- que solían realizar para mantener su lucha contra los liberales.
El censo de 1910 describía así a Huetos:

Perteneciente a la provincia de Guadalajara, en Castilla La Nueva, Huetos consta de 201 edificaciones y albergues y 277 habitantes. Se compone de la Villa de su nombre y de 14 edificaciones y albergues aislados. Corresponde al partido judicial de Cifuentes, diócesis de Sigüenza. Está situado en una vega, entre elevados cerros cerca de Carrascosa de Tajo. Terreno quebrado; produce cereales, vino, patatas, frutas, etc.

Durante toda la Guerra Civil, Huetos permaneció dentro del territorio republicano y alejado de la primera línea de frente de la conocida Batalla de Guadalajara, que enfrentó al Ejército leal a la República y al Corpo Truppe Volontarie italiano apoyado por unidades del Ejército franquista en torno a la capital alcarreña en un intento por parte de los sublevados de penetrar en Madrid por el norte.
La defensa de la zona de Huetos correspondió a Batallones de la 138.ª Brigada Mixta republicana, integrada en la 33.ª División del Ejército Popular de la República, la cual a su vez formaba parte del IV Cuerpo de Ejército, con puesto de mando en Alcohete. El hecho de estar alejado de la línea de frente, establecida al norte del Tajuña, favoreció la escasa actividad militar en el término municipal de Huetos, a excepción de algún bombardeo de la aviación de Franco que destruyó alguna casa de la plaza Mayor.

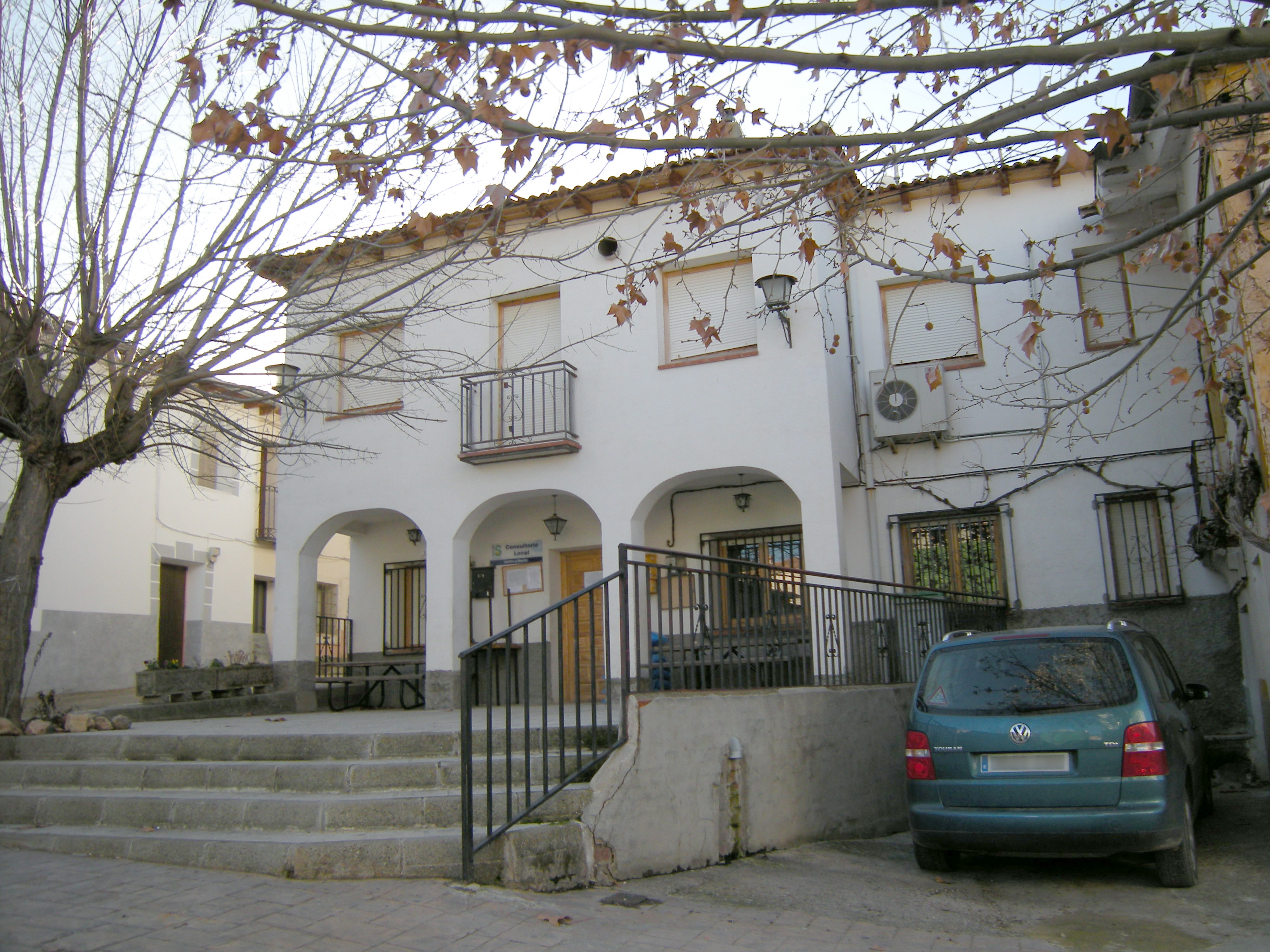
Ayuntamiento del barrio de Huetos

El punto de despliegue militar republicano más destacado en cuando a hombres y armamentos más cercano a Huetos fue en el collado de Sacecorbo y los restos de arquitectura militar más próximos que se conservan hoy día son unas trincheras a unos 5 km en el Cresterio de Alto Pinoso (Canredondo) y otras a unos 3 km en la cuesta del Hoyo (Carrascosa de Tajo).

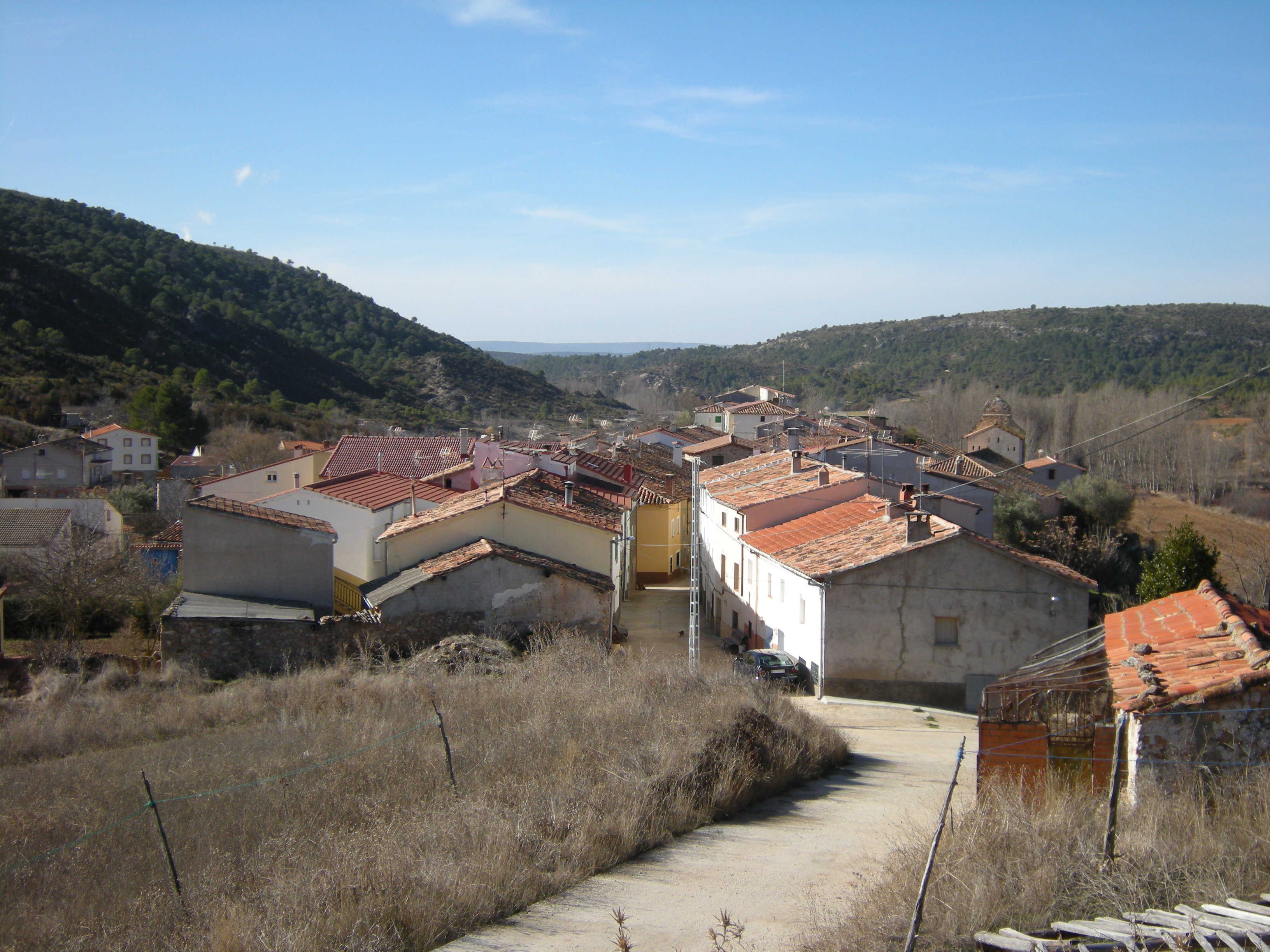
Panorámica de Huetos desde el camino al cementerio

Acabada la contienda, Guadalajara era una de las zonas más deprimidas de la península. De hecho, excepto la zona limítrofe con la actual Comunidad de Madrid y las zonas por las que transitan la carretera nacional y el ferrocarril, el resto de la provincia se encontraba completamente marginada e incomunicada con el mundo exterior. Se tardaban días en llegar a la capital de la provincia, ya que apenas existían medios de transporte rápidos o caminos transitables, ni alojamientos o estaciones intermedias (a pesar de los planes de reconstrucción de la Dirección General de Regiones Devastadas y Reparaciones creada por el régimen de Franco). Huetos se encontraba en una difícil situación que provocó el paulatino éxodo a ciudades con más prosperidad económica como Madrid, Guadalajara, Zaragoza y Barcelona.
El municipio de Huetos desapareció el 13 de enero de 1972, al fusionarse con los de Cifuentes, Gárgoles de Abajo, Carrascosa de Tajo y Oter, dada la acelerada despoblación de la localidad producida a finales de los 1960. Hoy día cuenta con su propio alcalde de barrio, dependiente de la corporación municipal cifontina, situación similar a la de otros nueve núcleos de población que están integrados en el mencionado municipio.

## Demografía
| Gráfica de evolución demográfica de Huetos entre 1842 y 1970 |
| |
| Población de derecho según los censos de población del INE Población de hecho según los censos de población del INEEntre el censo de 1981 y el anterior, este municipio desaparece porque se integra en el municipio Cifuentes |

| Evolución demográfica de Huetos | Evolución demográfica de Huetos | Evolución demográfica de Huetos | Evolución demográfica de Huetos | Evolución demográfica de Huetos | Evolución demográfica de Huetos | Evolución demográfica de Huetos | Evolución demográfica de Huetos | Evolución demográfica de Huetos | Evolución demográfica de Huetos | Evolución demográfica de Huetos | Evolución demográfica de Huetos | Evolución demográfica de Huetos | Evolución demográfica de Huetos | Evolución demográfica de Huetos | Evolución demográfica de Huetos | Evolución demográfica de Huetos | Evolución demográfica de Huetos | Evolución demográfica de Huetos | Evolución demográfica de Huetos | Evolución demográfica de Huetos | Evolución demográfica de Huetos |
| 1857                            | 1860                            | 1877                            | 1887                            | 1897                            | 1900                            | 1910                            | 1920                            | 1930                            | 1940                            | 1950                            | 1960                            | 1970                            | 2000                            | 2001                            | 2002                            | 2003                            | 2004                            | 2005                            | 2006                            | 2007                            | 2008                            |
| ------------------------------- | ------------------------------- | ------------------------------- | ------------------------------- | ------------------------------- | ------------------------------- | ------------------------------- | ------------------------------- | ------------------------------- | ------------------------------- | ------------------------------- | ------------------------------- | ------------------------------- | ------------------------------- | ------------------------------- | ------------------------------- | ------------------------------- | ------------------------------- | ------------------------------- | ------------------------------- | ------------------------------- | ------------------------------- |
| 226                             | 221                             | 235                             | 252                             | 235                             | 270                             | 244                             | 271                             | 271                             | 271                             | 252                             | 199                             | 146                             | 28                              | 27                              | 25                              | 24                              | 23                              | 23                              | 19                              | 20                              | 18                              |

## Patrimonio

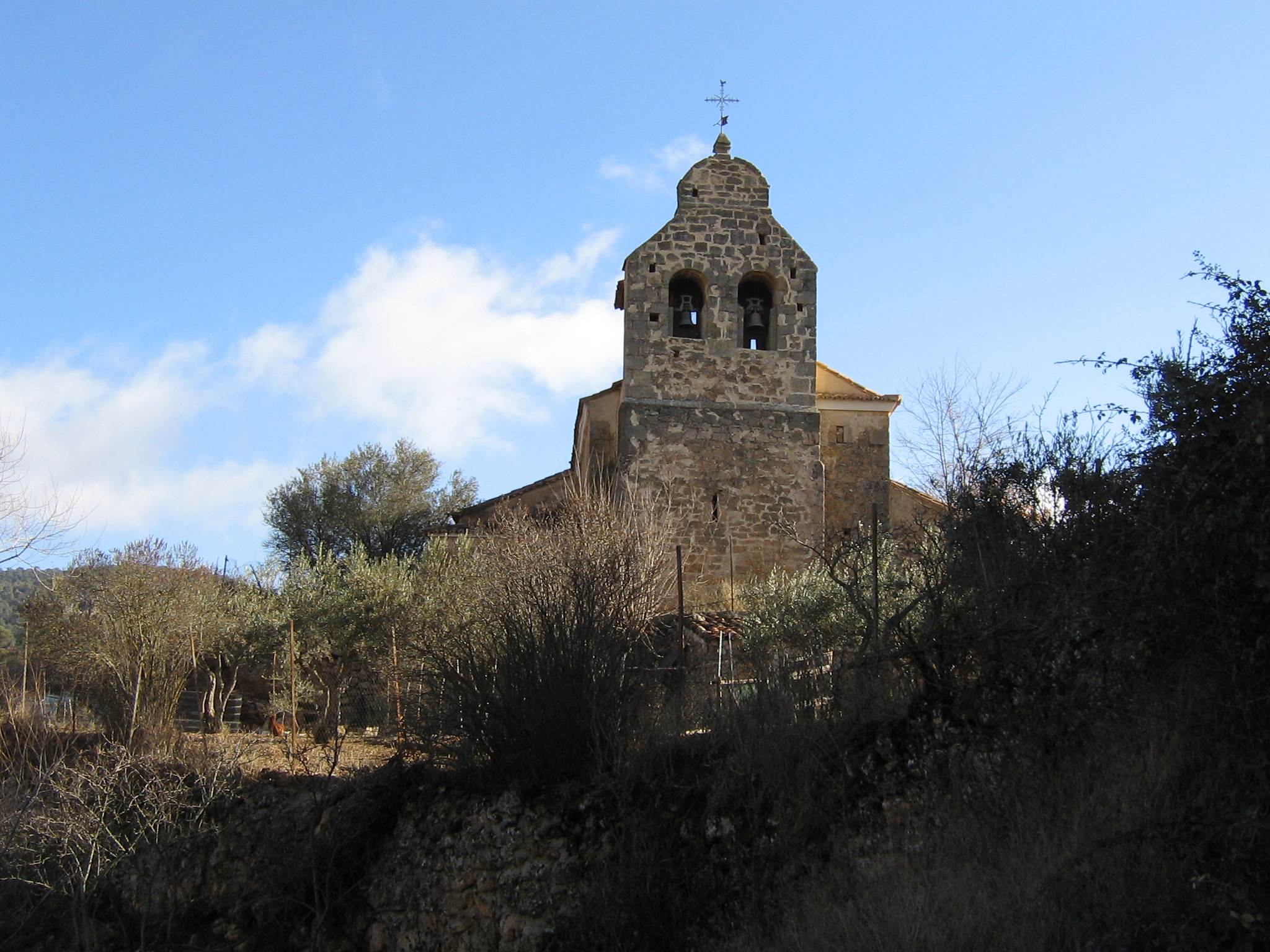
Espadaña de la iglesia de la Natividad de Huetos

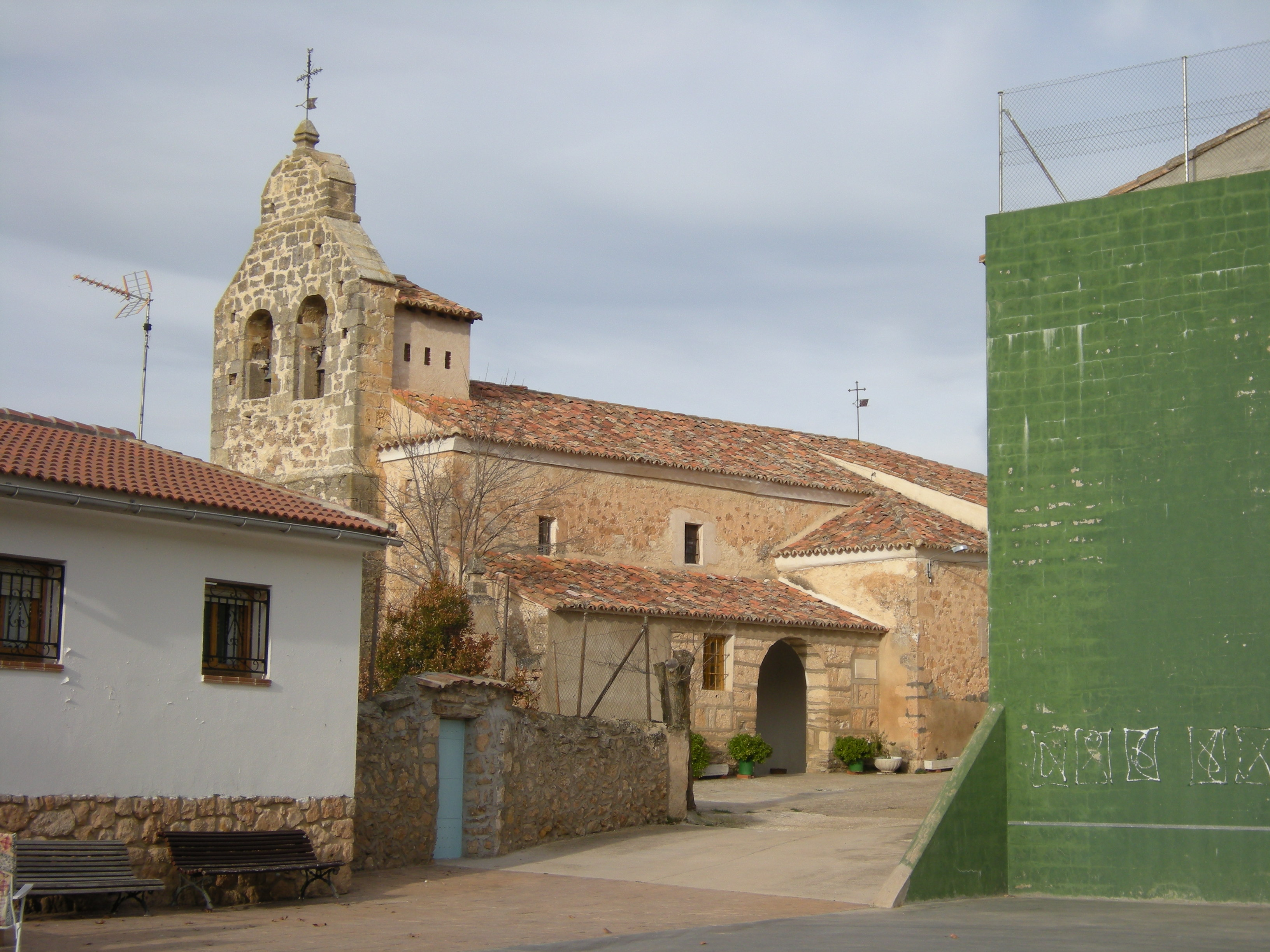
Entrada de la iglesia

La iglesia parroquial de Huetos está dedicada a la Natividad de la Virgen. El edificio es de dimensiones aceptables y de noble porte. Fue construido a finales del siglo XVI, con distintas reconstrucciones, remodelaciones y añadidos posteriores. Es un edificio de tres naves separadas por pilares tetralobulados con falsas columnas. El cuerpo está cubierto con [bóveda de cañón] con lunetos y en la capilla mayor con una sencilla bóveda de arista, sustituyendo a la típica media naranja barroca. Llama la atención la peculiar forma de su cabecero, compuesto de capilla mayor (alineada con el cuerpo a dos agujas), dos capillas laterales (Santo Cristo y Nuestra Señora del Rosario) que dan al edificio amplitud y desahogo, y un pequeño presbiterio semicircular de tradición románica; se aparta así de la estampa que ofrecen casi todas las iglesias del Obispado de Sigüenza, con capilla mayor de planta en cuadro, elevada y a cuatro agujas. A los pies se localiza la entrada única, el coro en alto y un campanario-espadaña, prolongación de la portada, de estilo románico rural, con buenos sillares y bien tallado. En uno de los laterales de la fachada encontramos una lápida originaria en la cual aparece la inscripción del difunto y la representación de la muerte, y una puerta que da acceso al antiguo cementerio de la población (al pie de la iglesia, como era costumbre hace siglos). Al contrario que la mayoría de los pueblos de la zona, la belleza de la parroquia de Nuestra Señora de la Natividad de Huetos radica en las pinturas de su retablo mayor, y no en la fachada o en la peculiar estructura del edificio. Especialmente bella es una dedicada a San Sebastián, patrón de la villa, que se encuentra en el remate del retablo (parece haberse instalado en época posterior a la construcción del mismo). Muchas láminas de este retablo se han ido desmontando con el paso del tiempo y ahora queda un armazón dorado que da señal de la importancia del primitivo retablo. La iglesia también conserva una pila bautismal de grandes proporciones y de una sola pieza bien labrada, que por sus dimensiones confirma que en la población estaba establecido el bautismo por inmersión.

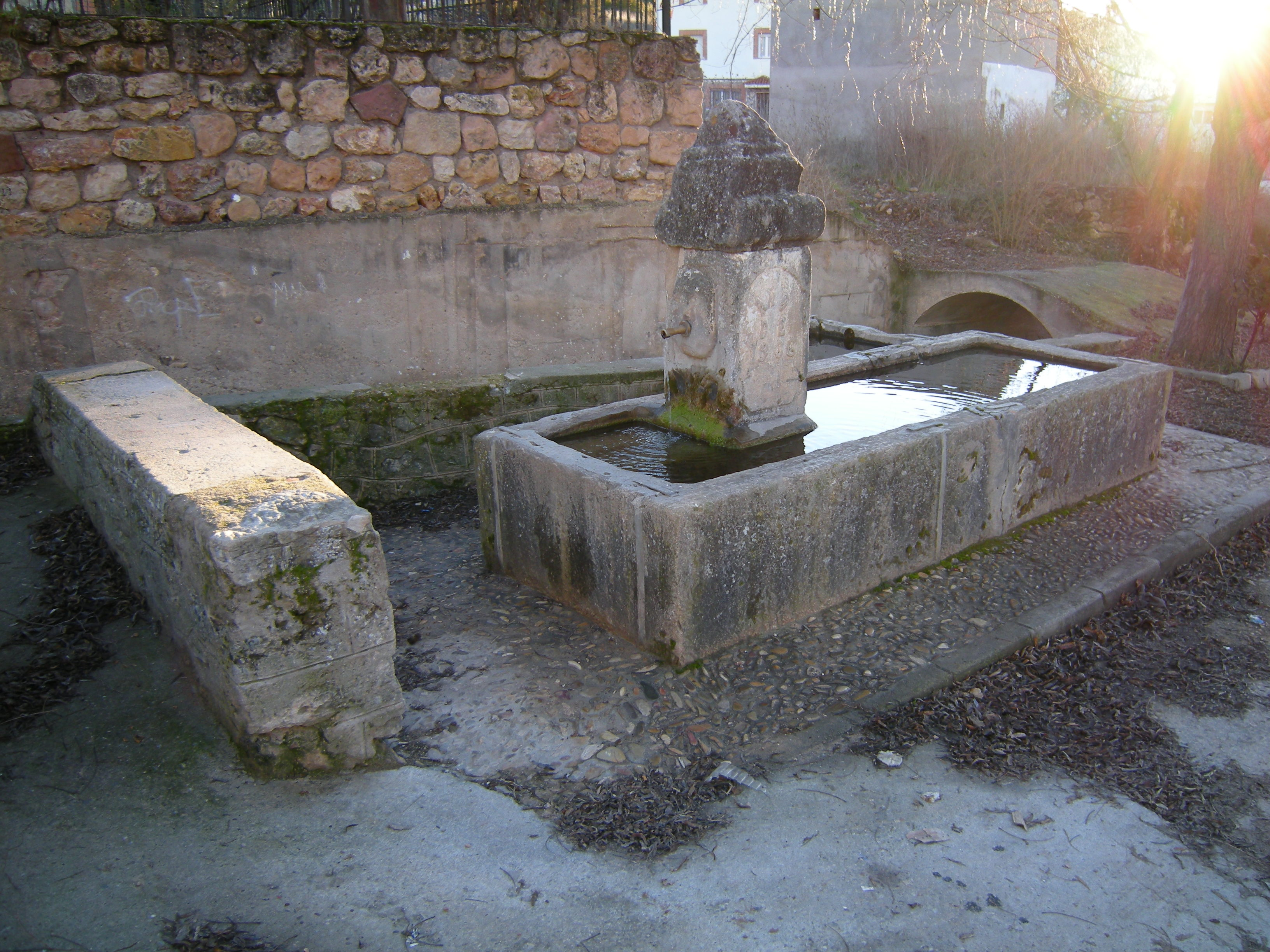
Fuente pública del de Huetos.

Una fuente municipal se localiza en la carretera del pueblo junto a un arroyo. La fuente es simple, datada en el siglo XVIII y compuesta por una pileta rectangular de piedra y una estela en la que aparece reflejada la fecha y un blasón en la cara frontal de la piedra. Su localización original no es la actual, sino que fue desplazada ahí (junto al arroyo del barranco de las Eras) cuando se construyó la carretera que une Huetos con Carrascosa de Tajo.

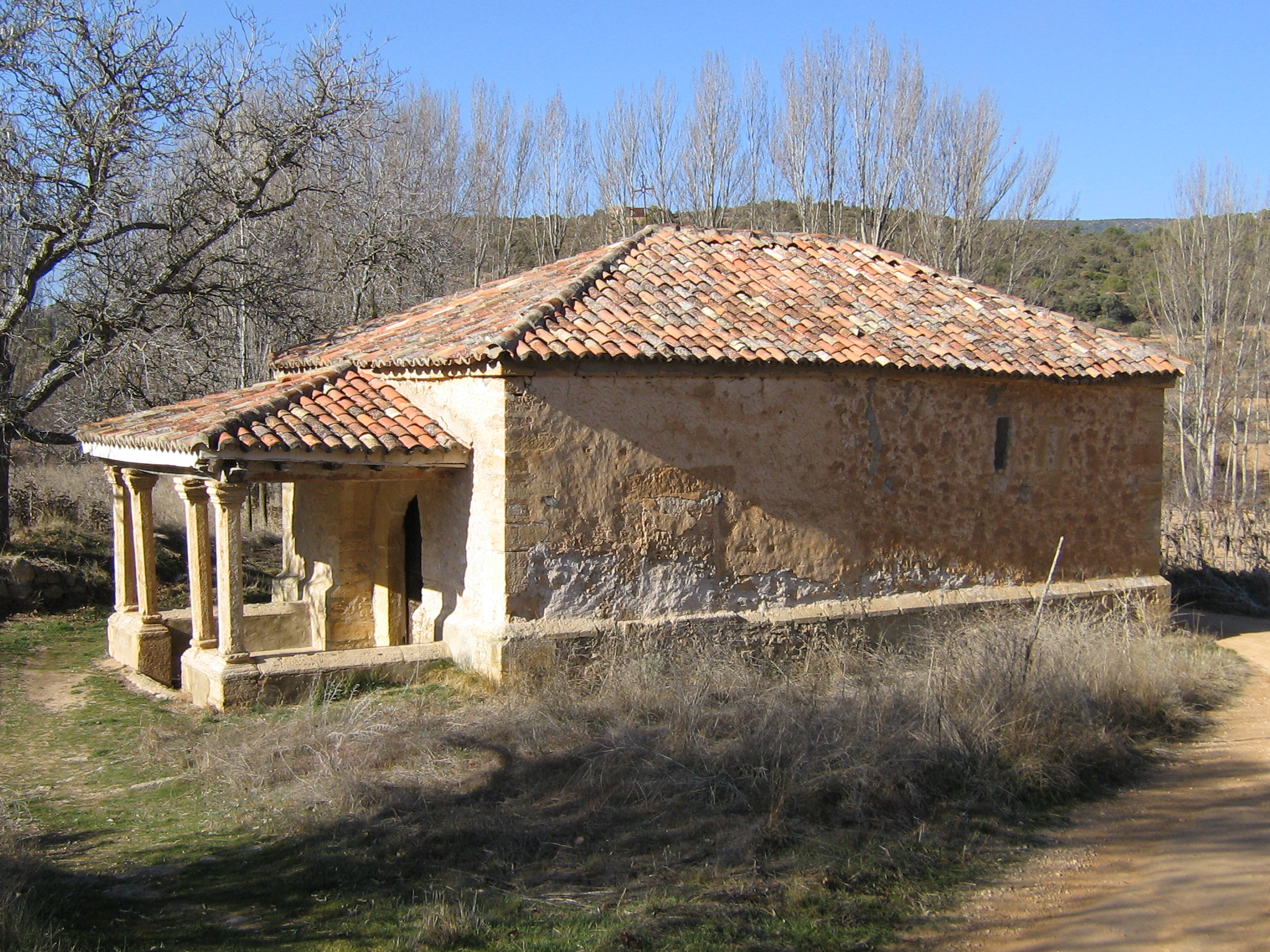
Ermita de San José de Huetos

Otra construcción a destacar es la ermita San José, junto a la carretera de acceso al pueblo. En ella se guardan las imágenes que salen en procesión durante la Semana Santa. De aparejo pobre, data del siglo XVII, tiene un pórtico o portalillo y una nave cuadrada. Fue remodelada en el siglo XX, dado el lamentable estado en el que se encontraba. Otras construcciones son la antigua Escuela (hoy convertida en sala polivalente y utilizada como lugar de reunión de las distintas asociaciones del municipio) y el "Alambique" (merendero de carácter municipal construido para el uso y disfrute de los vecinos del pueblo).
En Huetos existió un rollo o picota situada en un lateral de la plaza, junto al Ayuntamiento, que como la mayoría de estos signos de autoridad, debió de construirse en los siglos XVI o XVII. Aunque la función principal de esta columna de piedra, ornamentada en su base y en su cúspide, era la de exponer reos y las cabezas o cuerpos de los ajusticiados por la autoridad civil, no ha quedado constancia por escrito de que haya sido utilizada con ese fin.
Como otras muchos ejemplares castellanos, la picota de Huetos fue demolida el siglo pasado y reconvertida en parte de otros elementos decorativos que hoy día podemos observar al recorrer las calles de la localidad: una parte fue a parar a la fuente que hay en la plaza en el mismo lugar que ocupaba antiguamente, y otra parte acabó en la cruz cristiana que está ubicada en las Eras Viejas, zona más alta del pueblo que domina todo el amplio valle.

## Fiestas y tradiciones

### Los Mayos
La fiesta de los Mayos se celebraba antiguamente en Huetos y en otros muchos pueblos de Castilla para saludar la llegada de la primavera y del buen tiempo, así como el despertar de la naturaleza, dormida tras el largo y duro invierno. El 30 de abril se reunían todos los mozos del pueblo, cortaban un chopo muy alto y lo plantaban en medio de la plaza. Este constituye el símbolo de la fiesta que se prolongaba durante todo el mes. Una vez plantado “el mayo” se adjudicaban una o varias “mayas” (las mujeres solteras).
Por la noche, acompañados de instrumentos de cuerda, rondaban las casas de cada una de las “mayas”, cantando las innumerables estrofas que glosaban las perfecciones de sus bellos cuerpos. Al terminar, la canción derivaba en una jota y la moza rondada se les despejaba la incógnita del “mayo” (mozo) que le había correspondido. Generalmente, al día siguiente la “maya” invitaba a un bollo al mozo en cuestión. Después había baile, y en algunos pueblos durante todas las tardes del mes. De este modo surgían muchos de los noviazgos de los pueblos de la Alcarria. En algunos de ellos, cuando el “mayo” no era del agrado de la chica, mostraba ésta su disconformidad, colocándose el mandil del revés o de otra forma que se adoptase como código de comunicación.
En los últimos años, la tradición de los Mayos se ha ido recuperando en Huetos y en otros municipios de la Alcarria. Los hombres cantan a las mujeres las populares rondas. Hasta hace pocos años, eran los Quintos los encargados de los cantos a sus parejas, pero desde la desaparición del Servicio Militar Obligatorio, los cantan las peñas, los novios, los jubilados y los más animados. Además, dada la tradición religiosa de Huetos y al ser el mes de mayo el dedicado a la Virgen de las Flores, se le cantan también los mayos a la Virgen.

### Fiestas patronales

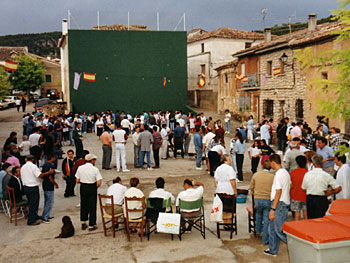
Plaza Mayor de Huetos en fiestas

Las fiestas patronales de Huetos se celebran desde 1968 el tercer fin de semana de agosto en honor a los Desposorios de la Virgen María y San José. Son las fiestas más importante y más solemnes de la población, que fueron cambiadas al mes de agosto para que fueran más animadas y concurridas.
Antiguamente, en la víspera, cada mozo traía a la plaza una carga de leña para quemarla. Alrededor de esa lumbre, la gente se calentaba charlando y bailando. Cada mozo tenía que traer la cantidad que le había sido asignada del mejor vino de su cueva. Los chicos salían a los caminos de la Sierra a esperar a los músicos para entrar todos juntos al pueblo. Normalmente era un violinista (el “Ceacero” de Renales) acompañado por un guitarrista (el “Gregorieta” de Abánades) quienes tocaban los tres días que duraba la fiesta.
El primer día se tocaba música en la Misa y la Procesión. Terminada ésta, se besaba la reliquia del Santo. Tras la misa, los músicos acompañados por los mozos, iban con las autoridades y los curas hasta la “casa de la Niceta”, donde paraban. Después se bailaban algunas piezas hasta la hora de comer. Por la noche, mozos y músicos rondaban a los curas y autoridades cantando animadas jotas para recaudar donativos de aquellos para sufragar la fiesta (era obligación de los mozos pagarla a escote). Los tres días festivos había baile hasta comer; por la tarde hasta cenar, y por la noche hasta altas horas de la madrugada.
En la actualidad, las actividades religiosas (misa y procesión), deportivas (campeonatos de fútbol y de juegos de naipes), infantiles (concursos, talleres, juegos populares...), culturales (teatro, cine, concurso de disfraces...), gastronómicas (vermú al mediodía y caldereta popular el último día de las fiestas) y musicales (rondallas, baile y verbena...) que componen su programa son organizadas por la Comisión de Fiestas, integrada por vecinos de Huetos seleccionados anualmente por la Comisión de Fiestas del año anterior.
Para la celebración de dichas fiestas son imprescindibles las aportaciones económicas de los propios vecinos por medio de una serie de cuotas, pues los fondos destinados por el Ayuntamiento de Cifuentes para la realización de las mismas no son suficientes. Durante los últimos años, Huetos ha tenido que solicitar la ayuda de otras entidades, tanto públicas como privadas de la región, para poder celebrar su semana de festejos. Algunos ejemplos de entidades que vienen colaborando en los últimos años son la Caja de Guadalajara y la Central nuclear de Trillo.
Las colaboraciones habituales de estas entidades suelen ser aportaciones de tipo económico o material (trofeos deportivos, juguetes, material escolar para actividades infantiles, elementos de merchandising para regalos...), todo ello con el objetivo principal de conseguir unas fiestas patronales de las que puedan disfrutar todos los vecinos de la pedanía, que en esa fecha multiplica por 20 su población.

## Gastronomía
La gastronomía de Huetos pierde sus orígenes en cocinas ancestrales que se han ido nutriendo de una fauna rica producto de la caza, una tradicional cabaña ganadera, y cereales y legumbres cultivados en sus ricas tierras y fértiles huertas. Los platos estrella son las migas, el cordero, el cabrito, el jabalí, la liebre, el conejo o el morteruelo, del que ya dio cuenta en el siglo XV Enrique de Villena.
La miel ha sido, es y será otro de los bienes más preciados de Huetos. Fuente de salud y manjar de una gastronomía milenaria, la rica y variada floresta de los alrededores y sus excelentes condiciones meteorológicas producen un amplio espacio donde las abejas liban la base de la que es una de las más reconocidas mieles de la Alcarria y, por ende, de España. Ya en el Catastro de Ensenada de 1749 se citaba la tenencia de colmenas por parte de los vecinos de Huetos:

19ª. A la dézima nona dijeron que en esta dicha villa hai algunos sitios de colmenar abiertos y sin cerradura, cuios vasos pertenezen a los vezinos y sazerdotes de ella en esta forma: a los herederos de Gabriel Maior, quarenta; a Francisco Mayor, quarenta; a Juan de Utrilla, tres; a Francisco Sanz, siete, todos estos vezinos seculares; a Don Joseph, setenta, éste, presbítero de esta dicha villa, que todos a una suma componen ciento veinte y quatro vasos útiles, regulando de utilidad a cada uno nuebe reales y medio y responden.
Catastro de Ensenada. (1749)

Otro de los productos gastronómicos típicos de Huetos es el vino. Caminando por sus montes y laderas, es fácil encontrase con recónditas puertas que dan paso a antiguas bodegas en las que aún hoy los vecinos hacen sus caldos. Los vinos de Cifuentes y sus pedanías fueron antaño demandados y admirados por la corte, y en la actualidad son motivo de encuentros de familias, amigos y vecinos.
El alajú es el postre típico de Huetos. Es un dulce con forma de torta típica castellana hecho tradicionalmente de una masa a base de nueces, pan rallado, y miel bien cocida, cubierta de dos obleas por ambos lados de la torta.

## Menciones enViaje a la Alcarria
El municipio de Huetos es citado brevemente en la obra del escritor Camilo José Cela Viaje a la Alcarria (1948):

—Cifuentes es la capital de la Alcarria. La Alcarria se distingue por la miel, y donde más miel se da es en el partido de Cifuentes, en Huetos, en Ruguilla, en Oter y en Carrascosa.
Camilo José Cela. Viaje a la Alcarria (1948)

Nuevamente es citado en la segunda parte de la mencionada obra del mismo escritor Nuevo Viaje a la Alcarria (1986):

Por el vallejo que dicen el Angosto el viajero se planta en Huetos, tierra de melones de fino paladar y de manzanos, perales y vides. Huetos, en su cañón, es un pequeño oasis bienaventurado. A los de Huetos les llaman guarros, mal señalado y con perdón sea dicho; por el invierno no pasan de cuarenta, más o menos como en Moranchel; este terreno está muy abandonado y empobrecido y no da para que la gente pueda quedarse donde nació y donde quizá hubiera querido vivir, reproducirse y morir. Los de Huetos fueron siempre muy afamados vendedores ambulantes de miel, cera y pez. El viajero supone que en Huetos debe haber dos o tres ermitas, como en todas partes. [...] En el frontón y casi con dejadez y languidez, una solitaria niña de trenzas le pega a la pelota con una raqueta de tenis.
Camilo José Cela. Nuevo Viaje a la Alcarria (1986)